# 陆埠水库
陆埠水库是中国浙江省宁波市余姚市境内的一座水库，位于姚江上，建于1978年。水库正常库容为1785万立方米，集雨面积为54平方千米，海拔为48米。